# Bonjour Tristesse (Gebäude)

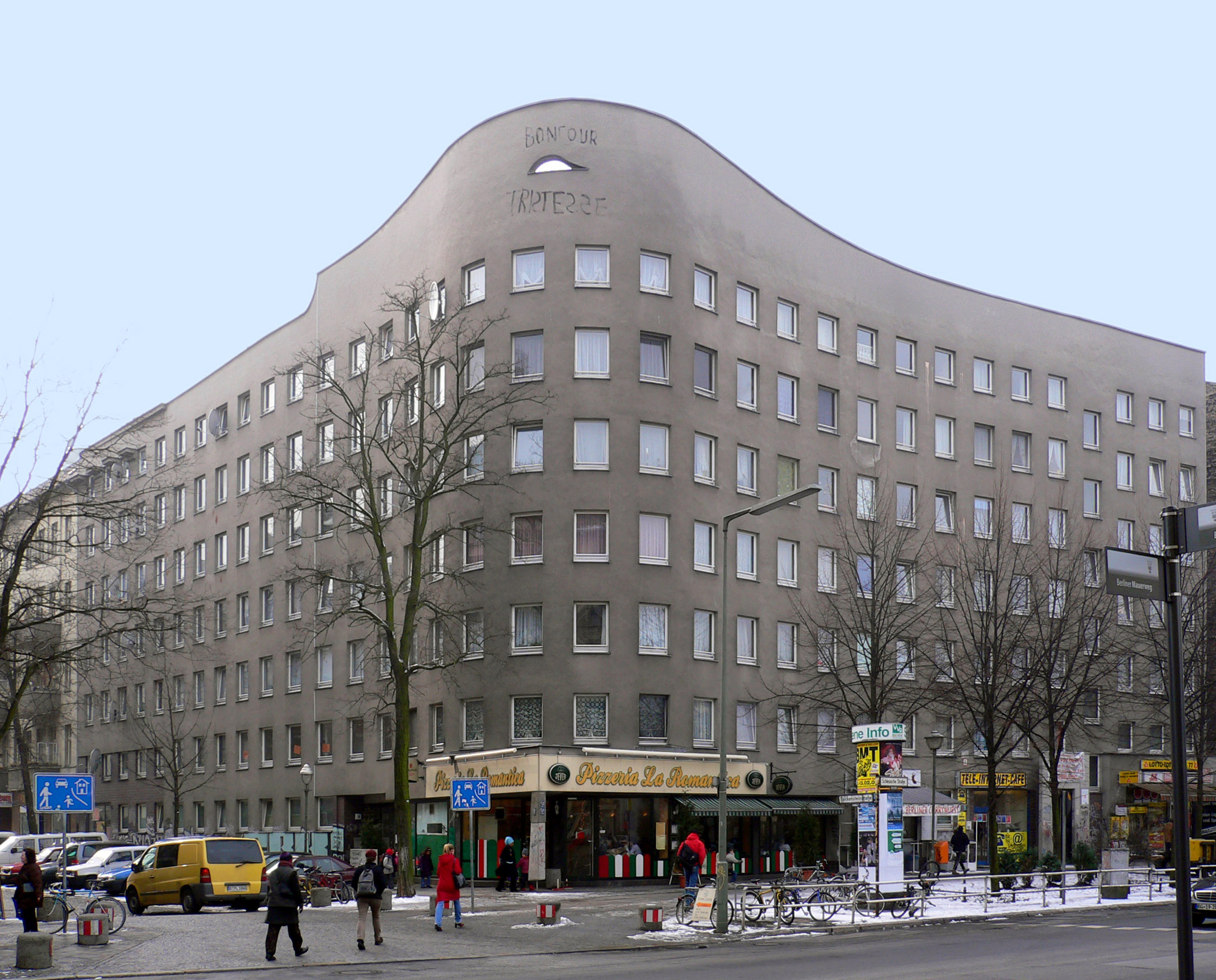
Wohnhaus „Bonjour Tristesse“ in Berlin-Kreuzberg

Das Wohnhaus Schlesisches Tor, bekannt als Bonjour Tristesse, ist ein Berliner Gebäude rund hundert Meter südöstlich des U-Bahnhofs Schlesisches Tor an der Schlesischen Straße/Ecke Falckensteinstraße im Ortsteil Kreuzberg.
Das von Álvaro Siza Vieira entworfene Wohnhaus wurde im Rahmen der Internationalen Bauausstellung 1987 in Berlin realisiert. Das Mehrfamilienhaus gilt als eines der Hauptwerke der IBA 87 und war Siza Vieiras erstes Auslandsprojekt.

## Konzeption und Entstehung
Das Wohnhaus Schlesisches Tor wurde 1982/1983 erbaut und schließt eine Kriegslücke im Altbaubestand der Straße. Eigentümer war anfangs die 1979 gegründete und 1986 insolvent gegangene Kleistpark Hausverwaltung GmbH.
Der Entwurf Siza Vieiras sah eine Ausstattung mit vier großen Wohnungen pro Etage vor, die durch vier Treppenhäuser erreichbar sein sollten; außerdem sollten verschiedene soziale Einrichtungen in das Erdgeschoss integriert werden. Aus Kostengründen wurde der Plan jedoch modifiziert; Fenster und Deckenhöhen wurden verkleinert, um mehr Platz für Wohnungen zu schaffen. Aktuell gibt es zwei Treppenhäuser, über die 46 Wohnungen auf sechs Etagen erreichbar sind.
Eine erkennbar abgesetzte Sockelzone oder einen Dachabschluss, wie er in der 90 Jahre älteren, umgebenden Architektur üblich war, gibt es nicht. Die einzige Abwechslung wird durch eine leicht geschwungene Bauform sowie eine hohe, mit einer augenförmigen Öffnung versehenen Attika erreicht.
Den Namen Bonjour Tristesse bekam das Haus nicht vom Architekten, sondern von Unbekannten, die 1984 diese Worte auf den gut sichtbaren Giebel des Eckhauses gemalt hatten, bevor das Baugerüst entfernt wurde. Der an die Wand gemalte Name erinnert an den Roman Bonjour tristesse von Françoise Sagan (1954) sowie an dessen gleichnamige Verfilmung aus dem Jahr 1958. Das Graffito ist möglicherweise als Kritik an den eintönigen Fenstergestaltungen mit immer gleichen Abständen innerhalb des abwechslungsreichen Straßenbildes zu verstehen. Zudem lag das Haus zu seiner Bauzeit in West-Berlin rund 100 Meter von der Berliner Mauer entfernt, was zur Tristesse des umgebenden Stadtviertels beigetragen hatte.
Seit 2012 ist auf dem Haus auch der rote Schriftzug „BITTE LƎBN“ (mit angehängtem Anarchie-A) zu sehen.